# Bart Wellens
Bart Wellens (Herentals, 10 agosto 1978) è un dirigente sportivo, ex ciclocrossista e ciclista su strada belga.
Si è laureato campione del mondo di ciclocross tra gli Under-23 nel 1999 e nel 2000, e tra gli Elite nel 2003 e nel 2004; professionista dal 2000 al 2015, nella stessa specialità ha inoltre vinto la Coppa del mondo 2002-2003, due titoli nazionali e un Superprestige, importante competizione multiprova. Dal 2017 è direttore sportivo per formazioni di ciclocrossisti e stradisti.

## Palmarès

### Cross
- 1997-1998 (due vittorie)

Koppenbergcross (Oudenaarde)
Grand Prix de Eecloonaar (Eeklo)
- 1998-1999 (quattro vittorie)

Campionato del mondo Under-23
Vlaamse Industrieprijs Bosduin (Kalmthout)
Vlaamse Aardbeiencross, 7ª prova Superprestige (Hoogstraten)
Krawatencross, prova Gazet van Antwerpen Trofee (Lille)
- 1999-2000 (quattro vittorie)

Campionato del mondo Under-23
Grote Prijs Rouwmoer, prova Gazet van Antwerpen Trofee (Essen)
Vlaamse Industrieprijs Bosduin, 4ª prova Coppa del mondo (Kalmthout)
Sylvester Cyclo-cross Veldegem (Veldegem)
- 2000-2001 (nove vittorie)

Vlaamse Witloof Veldrit (Vossem)
Cyclocross Vorselaar (Vorselaar)
Steinsel-Contern (Contern)
Cyklokros Tábor, 2ª prova Coppa del mondo (Tábor)
Sylvester Cyclo-cross Veldegem (Veldegem)
Radquer Wetzikon (Wetzikon)
Cyclo-Cross International de Harnes, 8ª prova Superprestige (Harnes)
Grand Prix de Eecloonaar (Eeklo)
Internationale Sluitingsprijs (Oostmalle)
- 2001-2002 (sei vittorie)

Kermiscross (Ardooie)
Cyclocross Ruddervoorde, 1ª prova Superprestige (Ruddervoorde)
Nacht van Woerden (Woerden)
Vlaamse Witloof Veldrit (Vossem)
Steinsel-Contern (Contern)
Krawatencross, prova Gazet van Antwerpen Trofee (Lille)
- 2002-2003 (nove vittorie)

Cyklokros Tábor (Tábor)
Jaarmarktcross Niel, prova Gazet van Antwerpen Trofee (Niel)
Cyclocross Gavere, 3ª prova Superprestige (Asper-Gavere)
35. Int. Radcross, 1ª prova Coppa del mondo
Vlaamse Druivenveldrit (Overijse)
Radquer Wetzikon, 4ª prova Coppa del mondo (Wetzikon)
Campionato del mondo
Grand Prix de Eecloonaar (Eeklo)
Cyclocross Vorselaar, 8ª prova Superprestige (Vorselaar)
- 2003-2004 (diciannove vittorie)

Grand Prix de la Région Wallonne (Dottignies)
Internationale Veldrit Harderwijk (Harderwijk)
Cyclocross Ruddervoorde, 1ª prova Superprestige (Ruddervoorde)
Nacht van Woerden (Woerden)
Koppenbergcross, 1ª prova Gazet van Antwerpen Trofee (Oudenaarde)
Vlaamse Witloof Veldrit (Vossem)
Jaarmarktcross Niel, 2ª prova Gazet van Antwerpen Trofee (Niel)
Cyclocross Gavere, 3ª prova Superprestige (Asper-Gavere)
Internationale Veldrit van Gieten, 4ª prova Superprestige (Gieten)
Gran Premio Mamma e Papà Guerciotti (Milano)
Vlaamse Industrieprijs Bosduin (Kalmthout)
Grote Prijs Rouwmoer, 3ª prova Gazet van Antwerpen Trofee (Essen)
Vlaamse Druivenveldrit (Overijse)
Internationale Vlaamse Veldrit-Diegem, 5ª prova Superprestige (Diegem)
Azencross, 4ª prova Gazet van Antwerpen Trofee (Loenhout)
Centrumcross (Surhuisterveen)
Campionato belga
Cyclo-Cross International de Nommay, 5ª prova Coppa del mondo (Nommay)
Campionato del mondo
- 2004-2005 (una vittoria)

Grote Prijs Rouwmoer, 3ª prova Gazet van Antwerpen Trofee (Essen)
- 2005-2006 (otto vittorie)

Steenbergcross (Erpe-Mere)
Grand Prix de la Région Wallonne (Dottignies)
Grote Prijs Neerpelt (Neerpelt)
Kermiscross (Ardooie)
Cyclocross Ruddervoorde, 1ª prova Superprestige (Ruddervoorde)
Grote Prijs Richard Groenendaal, 2ª prova Superprestige (Sint Michielsgestel)
Ziklokross Igorre, 6ª prova Coppa del mondo (Igorre)
Grote Prijs Rouwmoer, 3ª prova Gazet van Antwerpen Trofee (Essen)
- 2006-2007 (sei vittorie)

Kleicross (Lebbeke)
Jaarmarktcross Niel, 2ª prova Gazet van Antwerpen Trofee (Niel)
Gran Premio Mamma e Papà Guerciotti, 8ª prova Coppa del mondo (Milano)
Internationale Cyclocross Veghel-Eerde (Eerde)
Noordzeecross (Middelkerke)
Campionato belga
- 2007-2008 (tre vittorie)

Cyclocross Zonhoven (Zonhoven)
Jaarmarktcross Niel, 2ª prova Gazet van Antwerpen Trofee (Niel)
Kasteelcross (Zonnebeke)
- 2008-2009 (tre vittorie)

Grote Prijs van Hasselt, 3ª prova Gazet van Antwerpen Trofee (Hasselt)
Premio Asteasu de Ciclo-cross (Asteasu)
Grote Prijs de Ster (Sint-Niklaas)
- 2009-2010 (due vittorie)

Grand Prix de Eecloonaar (Eeklo)
Internationale Sluitingsprijs, 8ª prova Gazet van Antwerpen Trofee (Oostmalle)
- 2010-2011 (una vittoria)

Cauberg Cyclocross (Valkenburg aan de Geul)
- 2011-2012 (una vittoria)

Grote Prijs Rouwmoer, 4ª prova Gazet van Antwerpen Trofee (Essen)
- 2012-2013 (una vittoria)

Parkcross (Maldegem)

#### Altri successi
- 2002-2003

Classifica generale Coppa del mondo
- 2003-2004

Classifica generale Superprestige
Classifica generale Gazet van Antwerpen Trofee

### Strada
- 2008 (Fidea, una vittoria)

1ª tappa Volta Ciclista Internacional a Lleida

## Piazzamenti

### Competizioni mondiali
- Coppa del mondo di ciclocross

1997-1998: 28º
1998-1999: 19º
1999-2000: 18º
2000-2001: 2º
2001-2002: 3º
2002-2003: vincitore
2003-2004: 3º
2005-2006: 4º
2006-2007: 2º
2007-2008: 2º
2008-2009: 2º
2009-2010: 23º
2010-2011: 10º
2011-2012: 14º
2012-2013: 12º
2013-2014: 21º
- Campionati del mondo di ciclocross

Montreuil 1996 - Juniores: 8º
Monaco di Baviera 1997 - Under-23: 2º
Middelfart 1998 - Under-23: 2º
Poprad 1999 - Under-23: vincitore
Sint-Michielsgestel 2000 - Under-23: vincitore
Tábor 2001 - Elite: ritirato
Zolder 2002 - Elite: 8º
Monopoli 2003 - Elite: vincitore
Pontchâteau 2004 - Elite: vincitore
St. Wendel 2005 - Elite: 21º
Zeddam 2006 - Elite: 2º
Hooglede 2007 - Elite: 4º
Treviso 2008 - Elite: 15º
Hoogerheide 2009 - Elite: 4º
Tábor 2010 - Elite: 10º
St. Wendel 2011 - Elite: 8º
Louisville 2013 - Elite: 4º